# Nancy Allen
Nancy Allen (New York, 24 juni 1950) is een Amerikaans actrice.

## Carrière
Allen speelde al eerder met Jack Nicholson in The Last Detail (1973) maar werd vooral beroemd door het spelen in films van Brian De Palma, een van haar drie mannen. Ze speelde onder andere in De Palma's Carrie (1976), Home Movies (1980), Dressed to Kill (1980) en Blow Out (1981).
Na haar scheiding met De Palma verminderde Allens bekendheid. Ze leek in 1987 terug te komen met haar rol in RoboCop, maar heeft sindsdien nooit meer een mijlpaal behaald.

## Filmografie
- 1962: Money in My Pocket
- 1973: The Last Detail
- 1975: Forced Entry
- 1976: Carrie
- 1978: I Wanna Hold Your Hand
- 1979: 1941
- 1980: Home Movies
- 1980: Dressed to Kill
- 1981: Blow Out
- 1983: Strange Invaders
- 1984: The Buddy System
- 1984: The Philadelphia Experiment
- 1984: Not for Publication
- 1986: The Gladiator
- 1987: Sweet Revenge
- 1987: RoboCop
- 1988: Poltergeist III
- 1989: Limit Up
- 1990: RoboCop 2
- 1990: Memories of Murder
- 1993: RoboCop 3
- 1993: Acting on Impulse
- 1994: Les Patriotes
- 1994: The Man Who Wouldn't Die
- 1996: Dusting Cliff 7
- 1997: Against the Law
- 1998: The Pass
- 1998: Out of Sight
- 1999: Secret of the Andes
- 1999: Children of the Corn 666: Isaac's Return
- 1999: Kiss Toledo Goodbye
- 2001: Circuit
- 2004: Quality Time